# Per Nilsson i Tönnersa
Per Nilsson i riksdagen kallad Nilsson i Tönnersa, född 25 februari 1845 i Ysby församling, Hallands län, död 6 april 1920 i Eldsberga församling, Hallands län, var en svensk lantbrukare och  riksdagsman.
Nilsson var lantbrukare i Tönnersa i Eldsberga socken. Han var ledamot av riksdagens andra kammare.